# فرمانده مارکوس

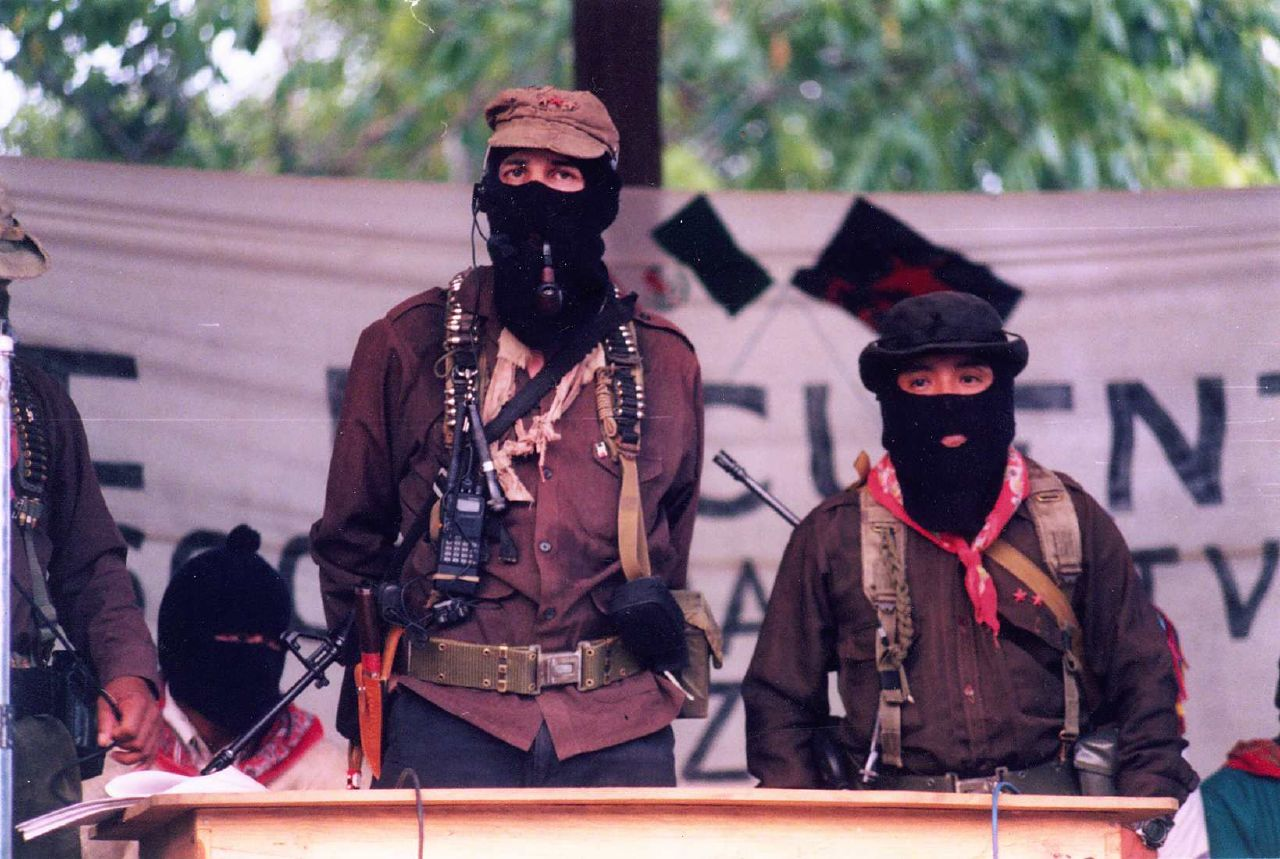
فرمانده مارکوس در چیاپاس.

معاون فرمانده شورشی مارکوس (به اسپانیایی: Subcomandante Insurgente Marcos) سخنگوی ارتش رهایی‌بخش ملی زاپاتیستا در مکزیک است.
وی همچنین نویسنده، شاعر سیاسی و مخالف سرسخت جهانی‌سازی، سرمایه‌داری و نئولیبرالیسم است.
از این چریک معروف، در ادبیات سیاسی به عنوان چه گوارای نو و پسامدرن یاد می‌شود. او در مکزیک از محبوبیت بسیار بالایی برخوردار است.
ارتش رهایی‌بخش ملی زاپاتیستا (ELZN) گروه انقلابی مسلحی است که در چیاپاس یکی از فقیرترین ایالت‌های مکزیک پا گرفت. پایگاه اجتماعی انقلابیان زاپاتیستا عمدتاً بومی می‌باشد- سرخ پوستان ساکن نواحی جنوب مکزیک- اما بخش مدنی مرتبط با جنبش نیز موفق به جلب حامیان داخلی و بین‌المللی بسیاری از راه شبکه ارتباطات جهانی شده است.

## زندگی
فرمانده مارکوس رهبر شورشی و سخنگوی ارتش رهایی‌بخش ملی زاپاتیستا در مکزیک است که تقریباً تمام نوشته‌ها، بیانیه‌ها و اعلامیه‌های جنبش به قلم اوست. فرمانده مارکوس اسم مستعار مردی است که به سنت سرخ‌پوستان دوران پیش از کشف آمریکا به دست کریستف کلمب نقاب بر چهره می‌زند و در نوشته‌هایش مدام به افسانه‌های سرخ‌پوستی و مایایی ارجاع می‌دهد و از آنها الهام می‌گیرد. این چریک سابق که مقامات اطلاعاتی مکزیک، او را به عنوان استاد سابق دانشگاه با نام «رافائل سباستین گوئلین وینسنت» شناسایی کرده‌اند بیشتر علاقه‌مند به ایجاد تحولی در وضعیت سیاسی کشور است.

## شعر
برای آنکه ما را ببینند، چهره‌مان را پوشاندیم
برای آنکه به ما نامی دهند، گمنامی را برگزیدیم
برای کسب آینده، امروزمان را به مخاطره انداختیم
و برای زیستن، مردیم.
برادران
ما از شب به دنیا آمده‌ایم
در شب زندگی می‌کنیم
و در شب خواهیم مرد
اما فردا، روشنایی برای دیگران طلوع خواهد کرد
برای تمام کسانی که امروز شب را می‌گریند
برای آنهایی که روز را بر آنها ممنوع کرده‌اند
روشنایی برای همه طلوع خواهد کرد

## آثار
فرمانده مارکوس نویسنده و شاعر است و یکی از آثار وی کتابی به‌نام «زنان شجاع» است که در ایران توسط هما احمدزاده ترجمه شده است.
اثر دیگر او 《مرده‌های بی‌قرار》 است که انتشارات ناهید با ترجمه افسانه قربان‌زاده منتشر کرده است.